# 茂木虎雄
茂木 虎雄（もてぎ とらお、1926年 - ）は、日本の会計学者。明治大学商学部講師を経て立教大学経済学部名誉教授、1992年まで立教大学大学院経済学部にて、また1996年まで立教大学大学院経済学部研究科にて会計史講義を担当する。ルカ・パチョーリが確立した複式簿記の成立について研究し、特にルネサンス期に成熟したイギリス東インド会社の会計手法について著書にまとめている。門下には会計分野に貢献する学者、実務家を多く輩出している。

## 著書
- 『複式簿記の基礎理論』（1963年、日本評論新社）
- 『近代会計成立史論』（1969年、未来社）
- 『複式簿記の理論と演習』（1985年）
- 『複式簿記論―その理論と学習』佐々木重人、福島千幸、倉田幸路、小宮靖夫と共著（1993年）
- 『イギリス東インド会社会計史論』（1994年、大東文化大学経営研究所）

## 主なゼミ等門下生
- 廣瀬義州 - 早稲田大学商学学術院教授
- 倉田幸路 - 立教大学経済学部教授、元税理士試験簿記論試験委員
- 佐々木重人 - 専修大学商学部教授、税理士試験財務諸表論試験委員